# Fisch-Ton-Kan

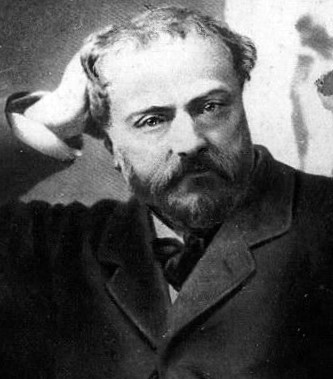
Emmanuel Chabrier

Fisch-Ton-Kan är en opéra bouffe i en akt med musik av Emmanuel Chabrier. Det franska librettot skrevs av Paul Verlaine, och troligen av Lucien Viotti, efter 'parade chinoise' Fich-Tong-Khan ou L'orphelin de le Tartarie från 1835 av Thomas Sauvage (1794-1877) och Gabriel de Lurieu (1792-1869).
Titeln är komiskt tvetydigt, då Fisch-Ton-Kan är en fonetisk transkribering av det franska uttrycket fiche ton camp, vilket kan översättas med "håll dig undan!"

## Historia

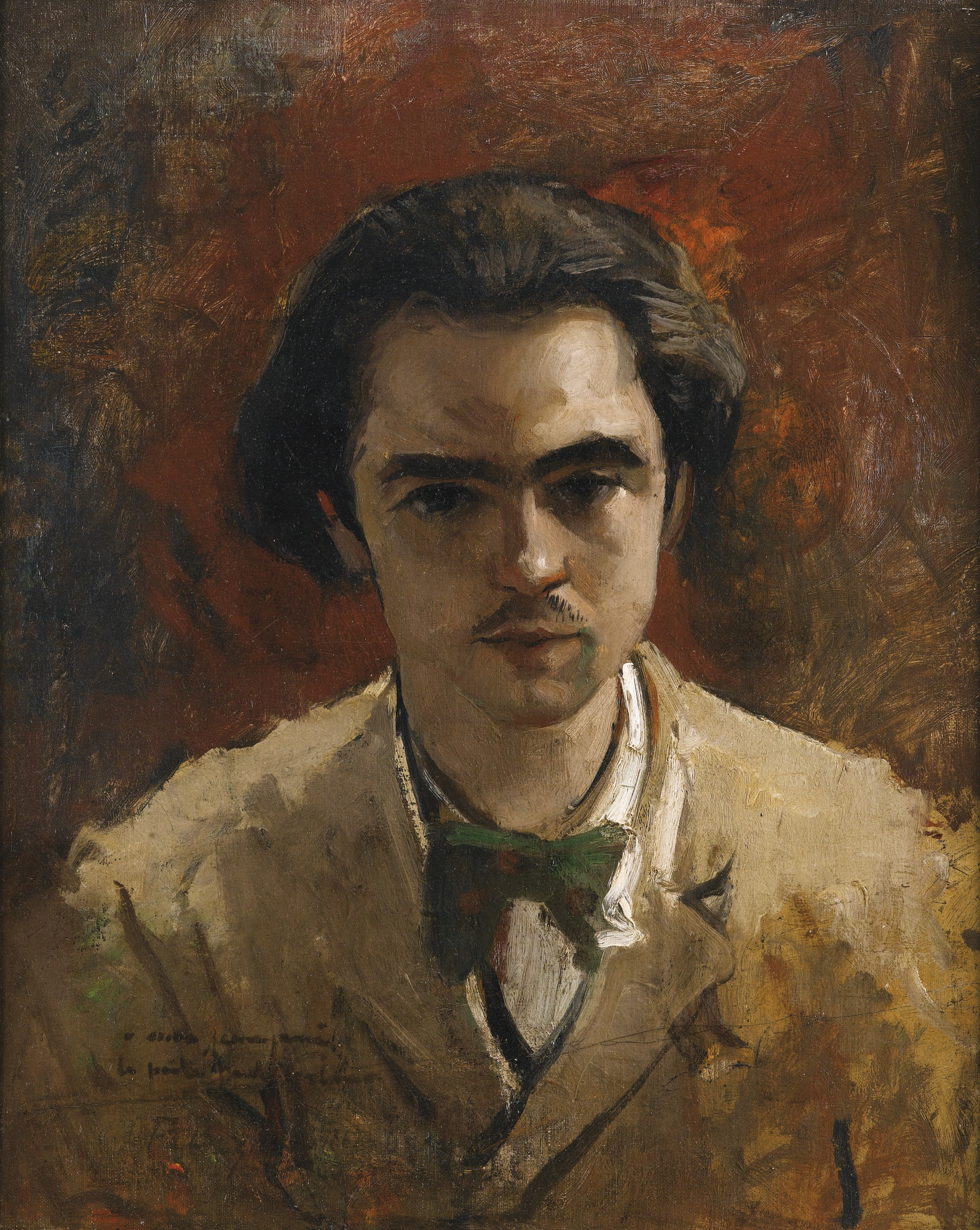
Den unge Paul Verlaine.

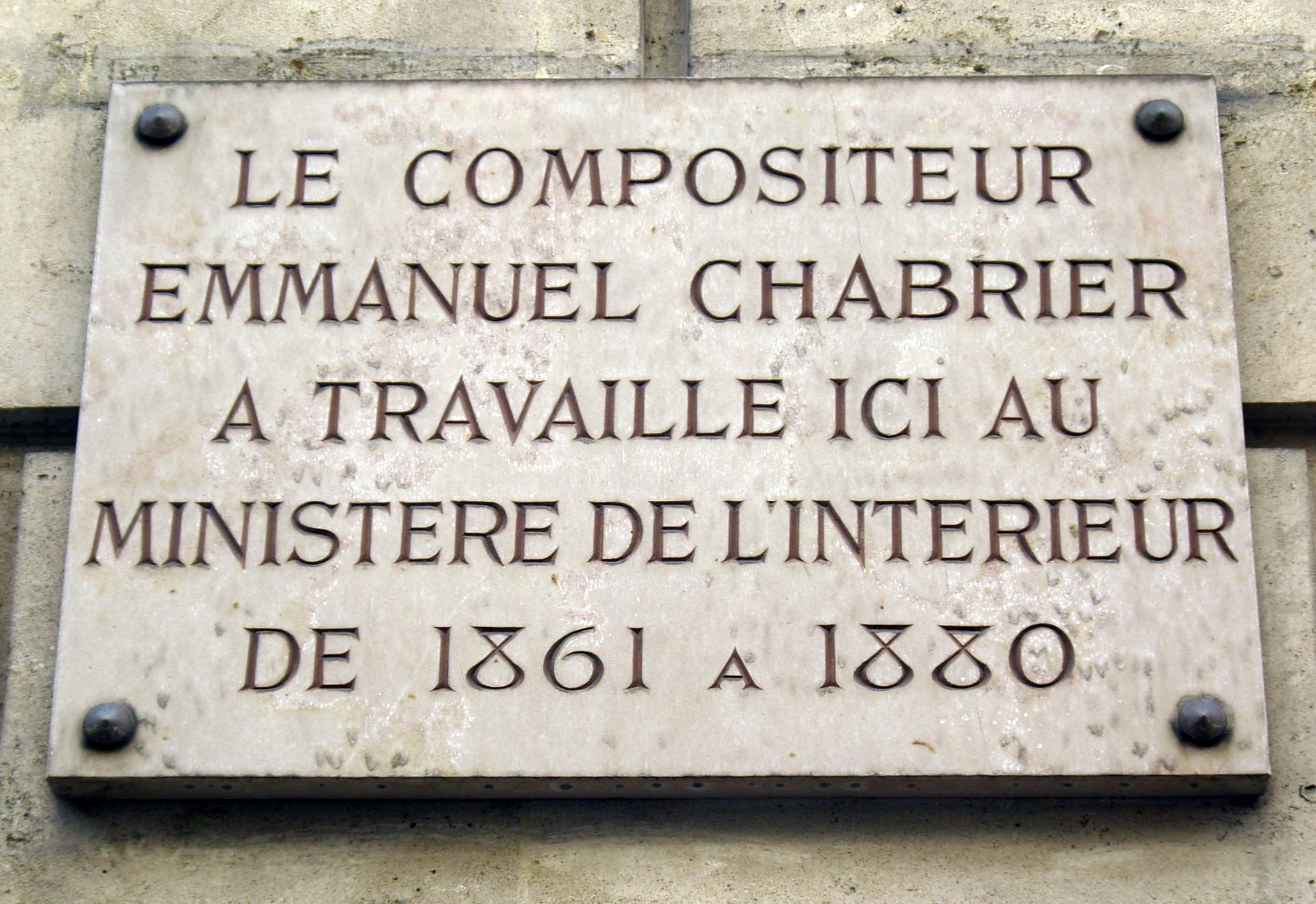
Plakett vid Franska inrikesministeriet där Chabrier arbetade när han komponerade Fisch-Ton-Kan.

Verket skrevs omkring 1864 då Verlaine och Chabrier blev goda vänner när de båda arbetade som tjänstemän. Endast fem kompletta nummer återstår av detta tidiga, komiska verk. Flera av händelserna återanvände Chabrier i sin opéra bouffe från 1877, L'étoile: Goulgouly blev Laoula, Fisch-Ton-Kan blev Lazuli och Kakao blev en föregångare till Ouf Ier. Arian 'Air de Poussah' återanvände Chabrier i Ronde Champêtre, ett pianoverk från 1880. Manuskriptet till Fisch-Ton-Kan förvaras i Bibliothèque Nationale och inkluderar en tidig version av 'Couplets du Pal' från L'étoile.
Le Sire de Fisch-Ton-Kan var en satirisk 'chanson' (musik av Antonin Louis, text av Paul Burani) som blev mycket populär i Paris efter Napoleon III:s fall och den hånar ex-kejsaren, hans familj och hov.

## Uppförandehistorik
Fisch-Ton-Kan (med titeln Peh-Li-Khan) hade premiär med Chabrier vid pianot den 31 mars 1875 på 'Cercle de l'Union artistique' i Paris, där en tidigare operétte bouffe Le service obligatoire (nu förlorad) till vilken Chabrier hade varit delaktig, hade satts upp i december 1872. Nästa uppsättning var den 22 april 1941 på Conservatoire de Paris med Francis Poulenc vid pianot. En orkestrering för stråkar och träblåskvartett (1974) gjordes Roger Delage, och sändes samma år i fransk radio.

## Personer
| Roller                                              | Stämma   | Premiärbesättning 31 mars 1875 (Pianoackompanjemang: Chabrier) |
| --------------------------------------------------- | -------- | -------------------------------------------------------------- |
| Fisch-Ton-Kan                                       | tenor    | En medlem av Cercle de l'Union artistique                      |
| Poussah                                             | baryton  | En medlem av Cercle de l'Union artistique                      |
| Goulgouly, dotter till premiärministern Kaout-Chouc | sopran   | Mme Priola (?), också en medlem                                |
| Kakao, Kejsaren av Kina                             | barytone | En medlem av Cercle de l'Union artistique                      |

## Synopsis
Från en balkong i palatset blickar Goulgouly ned på en vacker yngling nedanför: Fisch-Ton-Kan. De blir förälskade i varandra och han avslöjar att han är en tartarprins som blev landsförvisad när han var 17 månader för att ha förolämpat Kakao, hans faders fiende. Kakao beordrar alla utlänningar att skära av sitt högra öra som en sed. När Kakao anländer ber att kokande vatten ska hällas i den stora tekanna där Fisch-Ton-Kan gömmer sig, men Goulgouly lyckas hindra honom. Kakao vill ha Goulgouly för sig själv. När Fisch-Ton-Kan lägger sig i dömer Kakao honom till döden men den unge mannen undslipper ödet då han lyckas ta bort den skalbagge som Kakao är övertygad om att han har på näsan. Fisch-Ton-Kan få välja vad han vill som tack, och han väljer naturligtvis att få gifta sig med Goulgouly.

## Inspelningar
- Christian Mehn (tenor), Francis Dudziak (baryton), Jean-Louis Georgel (baryton), Mireille Delunsch (sopran). Strasbourg Collegium Musicum Orchestra dirigerad av Roger Delage. Arion.